# تحية ساكسونية

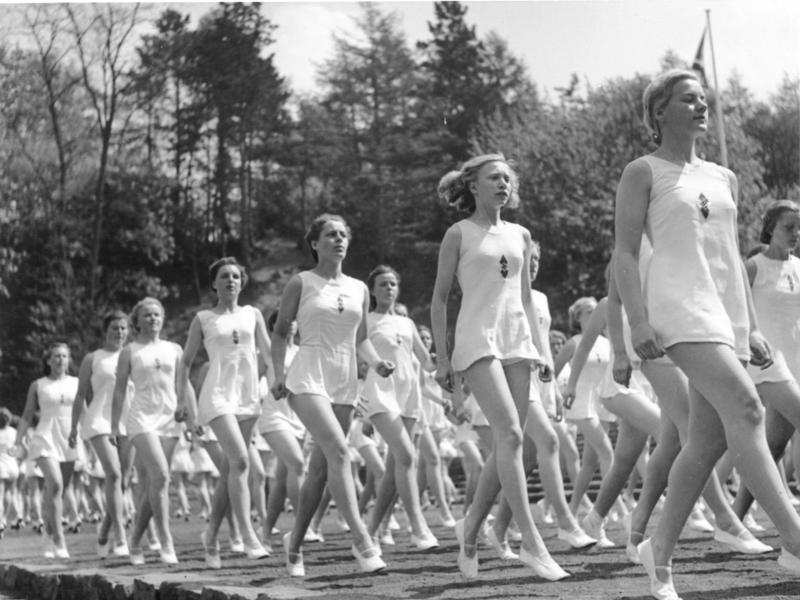
عرض بنات BDM في عام 1941.

تحية ساكسونية، أو Sachsengruss ، هو روتين جمباز اشتهرت به رابطة الفتيات الألمانيات وجمعية الجمال (جمعية الإيمان والجمال)، وهي منظمة تأسست في ألمانيا النازية للشابات الذين تتراوح أعمارهم بين 17 و 21 عامًا، وجزء من رابطة الفتيات الألمانية ( رابطة البنات الألمانيات). تضمن الروتين تمارين الرقص الإيقاعي وثني الركبة المصممة خصيصًا لإظهار اللياقة البدنية الأنثوية، وارتدى الراقصون ملابس جمباز بيضاء قصيرة مماثلة لتلك الموجودة في رابطة النساء للصحة والجمال في المملكة المتحدة. في السنوات التي سبقت الحرب العالمية الثانية، قامت غالبًا بجولة خارج ألمانيا لتقديم عروض في بلدان أخرى. 
وSachsengruss، أو Saroquette، هو أيضا نوع من الورد ولدت في ألمانيا قبل الحرب العالمية الأولى.